# Lilo & Stitch
Lilo & Stitch ist ein US-amerikanischer Zeichentrickfilm der Regisseure Dean DeBlois und Chris Sanders aus dem Jahr 2002 und der 42. abendfüllende Film der Walt Disney Company. Der Film wurde 2003 für einen Oscar in der Kategorie Bester Animationsfilm nominiert.

## Handlung
Ein außerirdischer, verrückter Wissenschaftler, Dr. Jumba Jookiba, wird wegen der Durchführung von illegalen genetischen Experimenten und dem Erschaffen von Kreaturen, die Chaos und Zerstörung anrichten sollen, ins Gefängnis gesperrt. Sein jüngstes Experiment ist Nummer 626: ein kleiner, blauer Außerirdischer, der stärker, schneller, intelligenter und zerstörerischer ist, als es den Anschein hat. Auf seinem Weg zu einer Strafkolonie entkommt 626 durch eine Bruchlandung auf der hawaiischen Insel Kauai auf der Erde. Er tarnt sich als Hund und wird von einem kleinen Mädchen namens Lilo adoptiert, das mit seiner Schwester Nani zusammenlebt, nachdem ihre Eltern bei einem Autounfall ums Leben gekommen sind. Lilo ist einsam und eine Art Außenseiterin, bis sie in 626 einen neuen Freund findet, den sie Stitch nennt.
Lilo versucht Stitch Benehmen beizubringen, indem sie Elvis Presley und seine Musik als Vorbild für gutes Verhalten verwendet, aber Stitchs zerstörerische Absichten machen es für alle schwierig, vor allem für Nani, die Lilo eine stabile, häusliche Umgebung bieten möchte, indem sie versucht, eine feste Arbeitsstelle zu finden. Da sie ständig vom Sozialarbeiter Cobra Bobo überwacht werden, läuft Lilo Gefahr, ins Kinderheim zu kommen, wenn sich ihre Lebensbedingungen nicht verbessern.
Noch schwieriger werden die Dinge durch Jumba und Agent Pliiklii, die beauftragt wurden, Stitch gefangen zu nehmen. Nach ihrem Scheitern und der daraus folgenden Entlassung wird ein anderer Außerirdischer namens Captain Gantu mit der Aufgabe betraut. Dieser fängt Lilo und Stitch, aber Stitch entkommt. So wird nun Lilo von Captain Gantu entführt. Stitch, Jamba, Pliiklii und Nani retten das Mädchen schließlich.
Am Ende des Films landet die Ratspräsidentin höchstpersönlich auf der Erde, um Stitch selbst gefangen zu nehmen, da auch Captain Gantu nicht schnell genug Erfolg meldet. Stitch wird nun gefangen genommen, sein Wunsch auf der Erde zu bleiben wird zunächst ausgeschlagen. Doch Lilo zeigt ihren Kaufvertrag vor, denn sie hatte Stitch anfangs im Tierheim erstanden. Da Aliens das Gesetz immer achten und es Diebstahl wäre, wenn sie Stitch einfach mitnehmen würden, ist die Ratspräsidentin froh, Stitch bei seiner neuen Familie lassen zu können. Jumba und Pliiklii werden dazu verurteilt, ebenfalls auf der Erde zu bleiben, um ein Auge auf die neue Familie zu haben. Cobra Bobo, der Sozialarbeiter und ehemalige Alienjäger (er und die Ratspräsidentin sind sich bereits 1973 in Roswell begegnet), ist mit dieser Situation ebenfalls zufrieden, fürchtet aber ebenso wie die Ratspräsidentin, sowohl den daraus entstehenden Papierkram als auch die Problematik, dies seinen Vorgesetzten zu erklären. Lilo und Nani haben nun eine große, wenn auch etwas chaotische Familie aus Aliens.

## Produktion und Entstehung
Lilo & Stitch ist der zweite von drei Disney-Zeichentrickfilmen, der hauptsächlich in den Disney-MGM-Studios in Orlando, Florida, produziert wurde.
Der Film sollte ursprünglich in Kansas spielen, so dass Stitch mit anderen Charakteren interagieren konnte, ohne eine größere Verwüstung anzurichten. Die Entscheidung, den Schauplatz des Films zur hawaiischen Insel Kauaʻi zu ändern, war eine wichtige Möglichkeit, um die Geschichte deutlicher auszuarbeiten.
„Zeichentrickfilme finden so oft im mittelalterlichen Europa statt, so viele Märchen haben dort ihre Wurzeln, dass es ein großer Sprung war, es in Hawaii stattfinden zu lassen. Aber diese Entscheidung gab dem ganzen Film einen anderen Anstrich und schrieb die Story für uns neu“, so Chris Sanders.
Während das Animationsteam Kauaʻi besuchte, um den Schauplatz zu besichtigen, erklärte ihr Fremdenführer die Bedeutung von „ʻohana“ im Sinne einer Großfamilie. Diese Auffassung von „ʻohana“ wurde zu einem wichtigen Teil des Films.
„Egal, wo wir hingingen, unser Fremdenführer schien jemanden zu kennen. Er war wirklich derjenige, der uns die hawaiische Auffassung von ‚ʻohana‘ erklärte, ein Familiensinn, der weit über die unmittelbaren Verwandten hinausgeht. Diese Vorstellung beeinflusste die Story dermaßen, dass sie zum Grundthema wurde, wodurch Stitch sich weiterentwickelt, trotz dessen, wofür er erschaffen wurde, nämlich das Zerstören“, so Dean DeBlois.
Die Insel Kauaʻi kam vorher in Filmen wie Jäger des verlorenen Schatzes oder der Jurassic-Park-Trilogie vor. Die Produzenten sahen sich der Herausforderung gegenüber, die Geschichte des Films, die das verarmte und gestörte Leben zeigt, das viele Hawaiier und andere Bewohner westlicher Staaten während des vergangenen wirtschaftlichen Abschwungs durchmachten, mit der friedlichen Schönheit der Insel zu mischen.
Um dem Film eine hellere Erscheinung zu geben, benutzte das Studio Wasserfarben für die Hintergründe. Diese Technik war seit Dumbo (1941) nicht mehr verwendet worden, und sie war riskant, denn ein falscher Strich konnte ein Bild ruinieren, und da seit Dumbo die Produktionszeitpläne immer enger geworden waren, gab es für die ungefähr 1200 Hintergründe für diesen Film wenig zeitlichen Spielraum. Undurchsichtige Gouache- und Acryl-Malerei, die derzeitigen Industriestandards, verzeihen mehr Fehler, da ein Künstler diese übermalen kann. Bei Verwendung von Wasserfarben mussten die Künstler vor Beginn einen Hintergrund sorgfältig planen, um Fehler zu vermeiden. Sanders und die Hintergrund-Abteilung des Studios suchten zunächst nach einfacheren Wegen, um das helle Aussehen zu erzeugen, entschieden aber schließlich, dass herkömmliche Wasserfarben der richtige Weg seien, und ließen die Mitarbeiter in Orlando in dieser Technik schulen.
Der ursprüngliche Plan für das Ende von Lilo & Stitch wurde aufgrund der Terroranschläge am 11. September 2001 komplett geändert. Das ursprüngliche Ende zeigt Stitch, wie er eine Boeing 747 stiehlt und eine Spritztour durch die Geschäfts- und Hoteltürme von Honolulu macht. Das angepasste Ende verwendet ein Raumschiff mit Jamba am Steuer, das durch Wolken und ein enges Tal rast, während Stitch einen vollen Tanklaster stiehlt und im Krater eines Vulkans versenkt.

## Synchronisation
Die Synchronisation wurde von der Berliner Synchron übernommen. Alexander Löwe schrieb das Dialogbuch, Frank Lenart führte die Dialogregie.
| Rolle                 | Englischer Sprecher      | Deutscher Sprecher       |
| --------------------- | ------------------------ | ------------------------ |
| Lilo                  | Daveigh Chase            | Shir-Aviv Hommelsheim    |
| Stitch/Experiment 626 | Chris Sanders            | Bob van der Houven       |
| Nani                  | Tia Carrere              | Vanessa Petruo           |
| Cobra Bobo            | Ving Rhames              | Tilo Schmitz             |
| Kapitän Gantu         | Kevin Michael Richardson | Engelbert von Nordhausen |
| Agent Pliiklii        | Kevin McDonald           | Oliver Rohrbeck          |
| David Kawena          | Jason Scott Lee          | Timmo Niesner            |
| Dr. Jamba Jookiba     | David Ogden Stiers       | Roland Hemmo             |
| Hula Lehrer           | Kunewa Mook              | Tobias Meister           |
| Mrs Hasagawa          | Amy Hill                 | Ana Fonell               |
| Myrtle Edmonds        | Miranda Paige Walls      | Laura Elßel              |
| Ratspräsidentin       | Zoe Caldwell             | Katharina Thalbach       |
| Rettungsschwimmerin   | Jennifer Darling         | Melanie Hinze            |
| Tierhändlerin         | Susan Hegarty            | Diana Borgwardt          |

## Veröffentlichung
Die deutsche Fassung wurde an 17 Stellen um insgesamt 79,04 Sekunden gekürzt, um eine FSK-Freigabe ohne Altersbeschränkung zu erhalten, und startete am 4. Juli 2002 in den Kinos. Dies stimmt allerdings nicht mit den schweizerischen oder österreichischen Bestimmungen überein. In beiden Ländern wäre Lilo & Stitch auch ungeschnitten für alle Altersklassen freigegeben. Bei der Free-TV-Premiere am 1. Mai 2009 war der Film in ORF 1 auch in seiner ungekürzten Fassung zu sehen, während RTL Television nur die gekürzte FSK o.A. – Fassung ausstrahlte.
Mittlerweile wurde die ungekürzte Fassung auf Blu-ray ebenfalls mit einer FSK-Freigabe ohne Altersbeschränkung veröffentlicht.

## Fortsetzungen
Der Film zog die Fortsetzungen Stitch & Co. – Der Film im Jahr 2003 und Lilo & Stitch 2 – Stitch völlig abgedreht im Jahr 2005 nach sich, wobei Lilo & Stitch 2 in der Zeit zwischen dem ersten Film und Stitch & Co. spielt. Im Original heißt Lilo & Stitch 2: Stitch has a glitch („Stitch hat einen Wurm/eine Störung“). Des Weiteren folgte auch die Fernsehserie mit dem Titel Lilo & Stitch, welche die Handlung von Stitch & Co. fortsetzt. Im Mai 2007 ist eine weitere Fortsetzung namens Leroy & Stitch in Europa erschienen, die die Geschichte der Serie Lilo & Stitch fortsetzt sowie die japanische Sendung Yuna & Stitch. Diese spielt in der Zeit, als Lilo erwachsen ist und Stitch, Jamba und Pliiklii auf einer japanischen Insel leben und mit dem dort heimischen Mädchen Yuna viele Abenteuer erleben.

## Realfilm-Remake
Am 3. Oktober 2018 wurde von Disney ein Realfilm-Remake zu Lilo & Stitch geplant. Als Produzenten wurden Dan Lin und Jonathan Eirich angekündigt, nach einem Drehbuch von Mike Van Waes.
Regie sollte Dean Fleischer Camp führen.
Die Dreharbeiten hatten im April 2023 in Hawaii mit Newcomer Maia Kealoha in der Hauptrolle begonnen, bevor die Produktion Mitte Juli 2023 im Zuge des Streiks der Schauspieler-Gewerkschaft SAG-AFTRA unterbrochen werden musste. Der Film kam 2025 in die Kinos.

## Kritik
„Ein erfrischend frecher Zeichentrickfilm aus dem Hause Disney, der reizvoll die ansonsten eher steifen (zeichnerischen) Strukturen des Studios unterwandert; dabei feiert er einmal mehr die traditionellen (Familien-)Werte, was ihm ebenso dezent gefühlvoll wie amüsant und mitreißend gelingt.“

## Namen
Stitch bedeutet in der deutschen Sprache so viel wie „Stich“ oder „Faden“, Nani ist das hawaiische Wort für „schön“. Den Namen Lilo gab es in Hawaii ursprünglich gar nicht. Der Name stammt ursprünglich aus Deutschland und wurde von deutschen Siedlern und Missionaren, die im späten 19. Jahrhundert nach Hawaii kamen, mitgebracht. Später gliederten sich deutsche Namen oder Worte in die hawaiische Grammatik ein. Das hawaiische Wort lilo bedeutet unter anderem „verloren“ oder „verwandeln“.

## Auszeichnungen
- Nominierung als „Bester Animationsfilm“ bei den Oscars 2003